# Hagestad
Hagestad är en by i Ystads kommun, Löderups socken.
I Hagestad återfinns en 3 kilometer lång radby. Den består av välbyggda gårdar från 1800-talet och finns omnämnd i flera böcker, bland annat Frans Löfströms "Kring Sandhammaren", utgiven första gången 1946. 
På 1960- och 1970-talen genomfördes Hagestadsprojektet. Under Märta Strömbergs ledning kartlades områdets historia och utveckling under forntiden. Gravfält, megalitgravar och boplatser från stenåldern och framåt undersöktes.
I närheten av Hagestad ligger Hagestads naturreservat och Backåkra.